# Thermonator
Le Thermonator est un robot terrestre à quatre pattes en forme de chien, commercialisé par l’entreprise Throwflame de Cleveland (Ohio). Il présente la particularité d’être équipé en série d’un lance-flammes monté sur le dos du robot, pouvant remplir divers usages civils ou militaires.

## Conception
Le Thermonator a été conçu par la société Throwflame, basée à Cleveland dans l’Ohio,. Throwflame est connue (comme son nom peut le laisser imaginer) pour la fabrication et la vente de lance-flammes, compacts entièrement électriques, qui reposent sur un allumeur à arc plasma à bouton-poussoir au lieu d’une flamme nue. L’entreprise affirme même être le plus ancien fabricant de lance-flammes aux États-Unis,. Throwflame est connue depuis un certain temps pour proposer une gamme de lance-flammes très originaux, et même en vendre un pouvant être monté sur un drone hélicoptère. La société propose actuellement quatre modèles de lance-flammes : le X-18, le X-15, le TF-19 WASP et le tout nouveau ARC, hautement personnalisable. Il est livré avec un rail quadruple et peut être installé sur n’importe quelle plate-forme. En 2019, la société a lancé un lance-flammes pour drones pour « l’allumage à distance de cibles aériennes et terrestres ». L’engin, qui peut apparemment cracher du feu jusqu’à 100 secondes, coûte 1499 dollars US, tandis que le lance-flammes compact ARC-19 monté sur le Thermonator coûte entre 699 $ et 899 $.
Le Thermonator combine des technologies déjà existantes.
D’une part, les robots à quatre pattes sont apparus il y a plusieurs années, notamment le robot Spot de Boston Dynamics,, et ils sont déjà utilisés par l’armée australienne et la police de la ville de New York. Un chien robot est une machine très polyvalente qui peut être utilisée dans une grande variété de contextes et d’applications. Au fur et à mesure que les chiens robotiques deviennent plus sophistiqués et intelligents, ils ont déjà fait preuve d’un éventail de compétences impressionnantes et ont démontré de nouvelles capacités. Ils peuvent éviter les obstacles, ils peuvent supporter des impacts puissants sans se renverser, ils gardent et rassemblent les moutons, et peuvent même danser,. Lorsque Boston Dynamics a commencé à vendre son Spot à quatre pattes, il était assorti d’une condition : les utilisateurs ne pouvaient pas l’utiliser pour nuire aux gens. Cependant, l’utilisation de robots-chiens comme vecteurs d’armes n’est pas un concept nouveau. Le Corps des Marines des États-Unis a déjà testé une « chèvre robotique » à quatre pattes armée d’une version d’entraînement du lance-roquettes antichar M72 LAW. De tels systèmes d’armes suscitent un intérêt croissant, non seulement de la part des forces armées américaines, mais aussi des forces armées chinoises et russes. Un robot quadrupède commercial de fabrication chinoise est apparu en Russie dans des configurations armées de lance-roquettes antichar et de mitrailleuses.
D’autre part, les lance-flammes sont utilisés comme armes depuis que l’armée allemande a commencé à les utiliser en 1911. Dans les conflits qui ont suivi cette date, ils ont été utilisés avec un effet dévastateur pour brûler les positions ennemies comme les casemates et autres cibles durcies, ainsi que pour nettoyer les tranchées et susciter la peur chez les soldats adverses. Plus récemment, le milliardaire Elon Musk avait commercialisé en 2018 le lance-flammes The Boring Company, qui se serait vendu à 10 000 unités en 48 heures. Cette initiative avait toutefois suscité une controverse, en raison des capacités duales des lance-flammes en tant qu’outils pour allumer du feu mais aussi comme armes potentielles.
De manière surprenante pour les étrangers, les lance-flammes sont légaux presque partout aux États-Unis. Ils ne sont pas considérés comme des armes à feu par les agences fédérales,,. CNN a rapporté que le Bureau de l’alcool, du tabac, des armes à feu et des explosifs avait déclaré qu’il n’y avait pas de « fonction réglementaire » liée à leur achat et leur possession. La réglementation relève donc de chaque État. Les lance-flammes ne sont pas spécifiquement réglementés dans 48 États américains, bien que la responsabilité générale du fait des produits et les lois pénales puissent toujours s’appliquer à leur vente et leur utilisation,,. Des restrictions s’appliquent dans des États comme le Maryland et la Californie. En Californie, la portée de tir des lance-flammes ne peut pas dépasser 10 pieds. Au-delà, les résidents sont tenus d’obtenir un permis de l’autorité des incendies de l’État (selon CNN) ou une licence fédérale, s’ils souhaitent posséder un tel équipement,,,. Et dans le Maryland, où ils sont considérés comme un « engin destructeur ». Selon de la loi de l’État du Maryland, les engins destructeurs sont « des matières explosives, incendiaires ou toxiques qui sont combinées à un dispositif de lancement ou de détonation de manière à pouvoir infliger des blessures à des personnes ou des dommages matériels,. » Il faut donc un permis fédéral d’armes à feu pour posséder un lance-flamme au Maryland.
Dans la plupart des autres pays, les lance-flammes sont illégaux pour les particuliers, notamment au Royaume-Uni et en France, où les lance-flammes tombent dans la catégorie des matériels de guerre (catégorie A). Il est interdit d’en acquérir et d’en détenir.
En ce qui concerne la plate-forme, le modèle exact de la moitié robotique n’a pas encore été formellement identifié, mais ce n’est pas le Spot en raison des conditions d’utilisation finales strictes que Boston Dynamics applique à celui-ci. Le Thermonator semble plutôt être construit sur la base du robot quadrupède Unitree Go1 ou du Unitree Go2 construits par Unitree Robotics. Équipé d’une intelligence artificielle et de 12 degrés de liberté, le GO1 possède la capacité de marcher, de courir, de monter des escaliers, d’éviter les obstacles, de traverser des terrains accidentés, de s’asseoir et même de s’allonger. Il est doté de compétences de navigation exceptionnelles et peut suivre des êtres humains,. L’Unitree GO1 est beaucoup plus petit et plus léger que Spot : Unitree affirme que son robot Go1 pèse environ 26 livres à lui seul. Avec une batterie de grande capacité, il peut fonctionner pendant 45 minutes. Mais avec l’ajout du lance-flammes, le Thermonator pèse près de 60 livres, ce qui aura sans aucun doute une influence sur la durée pendant laquelle le robot peut fonctionner avant d’avoir besoin d’un échange de batteries. Le Unitree Go1 coûte 2700 $ et le Unitree Go2 est d’une valeur de 1600 $ dans sa configuration de base,.
Le Thermonator dispose d’une autonomie d’une heure. Il peut être contrôlé à distance grâce à une application pour smartphone via une connexion Wi-Fi et Bluetooth. Il est guidé par un contrôleur de vue à la première personne (FPV),,,,,, facilitée par une caméra embarquée),,. Il est également doté de caméras et de capteurs, ce qui lui permet un certain niveau de navigation autonome lorsqu’il n’est pas utilisé à partir d’une manette sans fil. Il est guidé par la détection de son environnement et la télémétrie par la lumière, ou LIDAR, pour la cartographie et l’évitement d’obstacles,,,,. Le LIDAR est une technologie laser à faible consommation d’énergie et sans danger pour les yeux qui mesure la lumière réfléchie par de courtes impulsions pour créer rapidement et avec précision des cartes 3D de son environnement. De tels systèmes sont utilisés pour l’arpentage et même dans certaines voitures autonomes. Le LIDAR est devenu populaire pour les drones destinés à fonctionner dans des environnements denses, en particulier urbains.
En ce qui concerne l’armement, le Thermonator est équipé d’un lance-flammes ARC modulaire monté sur le dos,,,, via des rails Picatinny, que l’on trouve sur les armes à feu pour fixer des lunettes de visée, des lasers, des bipieds et d’autres accessoires. Le lance-flammes est aussi long que le corps du droïde et alimenté par un réservoir de carburant intégré, rempli d’essence ou d’un mélange essence/diesel, ou du napalm,. Il est dirigé par un laser et motorisé par une batterie électrique pour ses déplacements. Il peut projeter des flammes jusqu’à une portée de 30 pieds,,,,,,,, (9 à 10 m), pendant 30 secondes,.
La société Throwflame présente sur son site web ce chien robotique comme un outil polyvalent qui peut être utilisé à diverses fins, et énumère ses applications possibles :
- la prévention et le contrôle des incendies de forêt ;
- la gestion agricole (brûlages agricoles contrôlés, détruire les mauvaises herbes ou brûler les chaumes des cultures ;
- la conservation écologique ;
- le déneigement et le déverglaçage ;
- le divertissement et les effets spéciaux[3],[2],[4],[1],[10],[8],[7],[12].

Ces tâches peuvent être désagréables, voire carrément dangereuses, de sorte que confier ce travail à un robot présente des avantages indéniables.
Cependant, l’annonce de la sortie du Thermonator a suscité des réactions mitigées. Certains en ont plaisanté, tandis que d’autres expriment des inquiétudes. Certaines personnes se sont empressées de se moquer de l’innovation sur les réseaux sociaux, avec des commentaires tels que « Ce n’est pas parce que nous le pouvons que nous devrions le faire ». D’autres se sont demandé si les propriétaires de robots seront tenus pour responsables lorsque leur Thermonator déclenchera un incendie de forêt ou mettra le feu à la maison de leurs voisins. Un autre utilisateur a fait référence à l’épisode « Metalhead » (2017) de la série télévisée Black Mirror, dans lequel une femme tente de survivre dans un monde post-apocalyptique envahi par des chiens robots mortels.
Dans un premier temps, en 2023 le Thermonator n’était pas encore disponible, mais Throwflame, prenait les précommandes,,, : sur le site Web de Throwflame, les personnes intéressées pouvaient s’inscrire sur une liste d’attente pour recevoir un e-mail de notification sur la date de sortie, l’expédition étant prévue au cours du troisième trimestre 2023. Il n’y avait pas de mention du prix,,
En juin 2024, la société a indiqué sur son site web que le Thermonator était disponible à l’achat en ligne au prix de 9420 $,,,,,,. À titre de comparaison, le lance-flammes ARC seul coûte entre 699 $ et 899 $, et le chien robot Unitree Go1 beaucoup plus que cela, il se vend entre 2700 $ et 3500 $, selon la configuration.
Throwflame indique que des remises sont possibles pour un achat en gros (ou « wolfpack » selon l’entreprise) et prend en charge les commandes d’agences gouvernementales à des fins militaires (ou autres) via un portail gouvernemental dédié. Throwflame n’a pas confirmé s’ils avaient déjà eu des contacts avec les forces armées des États-Unis, ou toute autre armée étrangère. Toutefois, sur son site web apparaissent les logos des diverses branches et services militaires américains, ainsi qu’un encadré contenant des informations sur « l’approvisionnement spécifique aux agences gouvernementales et les contrôles à l’exportation régis par l’International Traffic in Arms Regulations (ITAR) ».
Le Thermonator est présenté sur la chaîne de télévision TF1 dans le journal télévisé de 20 heures du dimanche 6 octobre 2024, durant un reportage sur les chiens-robots et leurs multiples usages civils ou militaires. Le commentaire qui accompagne la vidéo où le robot apparaît en action est :

« On le croirait tout droit sorti d'un film de science-fiction. Voici Thermonator, le chien-robot capable de projeter des flammes sur plus de 9 mètres. Vendu moins de 10 000 dollars aux États-Unis, il peut intervenir dans les incendies, pour allumer des contre-feux. Mais il pourrait aussi tomber entre de mauvaises mains, et se révéler particulièrement dangereux. »